# یانوش پهلوان (انیمیشن)
یانوش پهلوان (به مجاری: János vitéz) یک فیلم پویانمایی محصول سال ۱۹۷۳ مجارستان است. این فیلم بر اساس شعر روایی و حماسی یانوش پهلوان اثرِ شاندور پتوفی ساخته شده‌است.

## داستان
داستان همانند خود شعر با آفتاب آتشین آغاز می‌شود. یانچی بلال با فلوت، بر روی چمن دراز کشیده و گله گوسفند را می‌پاید. او صدای آواز خواندن ایلوشکا معشوق خود را از دوردست می‌شنود که مشغول شستن لباس در نهر است. یانچی به سوی او می‌دود…

## صداپیشگان
- جرج چرهالمی در نقش یانچی (یانوش)
- آنیکو نادْیْ در نقش ایلوشکا
- اِرژی پارتوش در نقش نامادری ایلوشکا
- آنتال فارکاش در نقش ارباب
- گابور سابو در نقش رهبر حرامی‌ها
- جرج باردی در نقش کاپیتان هوسار
- یانوش کُرمِندی در نقش پادشاه فرانسه
- اِرژِبِت کوت‌وُلدیی به عنوان شاهزاده خانم فرانسوی

## تولید
یانوش پهلوان به مناسبت صد و پنجاهمین سال تولد شاندور پتوفی به سفارش دولت وقت مجارستان و توسط استودیوی فیلم پانونیا تولید شده و اولین فیلم بلند انیمیشن مجارستان است. این کار توسط تیمی متشکل از ۱۳۰ نفر و زمانی در حدود ۲۲ ماه تولید شده‌است. سبک بصری فیلم از زیردریایی زرد ساخت جرج دانینگ در سال ۱۹۶۸ الهام گرفته شده‌است.